# V. Armee-Inspektion (Deutsches Kaiserreich)
Die V. Armee-Inspektion war eine Inspektion der Armee des Deutschen Kaiserreichs.

## Stand 1889
- Generalinspekteur: Generaloberst Großherzog Friedrich I. von Baden
- Hauptquartier: Karlsruhe
- Unterstellte Einheiten:
  - XIV. Armee-Korps
  - XV. Armee-Korps

## Stand 1906
- Generalinspekteur: Generaloberst Großherzog Friedrich I. von Baden
- Hauptquartier: Karlsruhe
- Unterstellte Einheiten:
  - XIV. Armee-Korps
  - XV. Armee-Korps
  - XVI. Armee-Korps

## Stand 1914
- Generalinspekteur: Generaloberst Großherzog Friedrich II. von Baden
- Hauptquartier: Karlsruhe
- Unterstellte Einheiten:
  - VIII. Armee-Korps in Koblenz
  - XIV. Armee-Korps in Karlsruhe
  - XV. Armee-Korps in Straßburg